# Testudo
Testudo – rodzaj żółwi z rodziny żółwi lądowych (Testudinidae).

## Zasięg występowania
Rodzaj obejmuje gatunki występujące w południowej Europie (Hiszpania, Francja, Włochy, Słowenia, Chorwacja, Bośnia i Hercegowina, Czarnogóra, Albania, Grecja, Macedonia Północna, Bułgaria, Serbia i Rumunia), północnej Afryce (Egipt, Libia, Tunezja, Algieria i Maroko) oraz zachodniej i środkowej Azji (Rosja, Gruzja, Armenia, Azerbejdżan, Turcja, Syria, Liban, Izrael, Jordania, Irak, Iran, Turkmenistan, Uzbekistan, Kazachstan, Mongolia, Chińska Republika Ludowa, Kirgistan, Tadżykistan, Afganistan i Pakistan).

## Systematyka

### Etymologia
- Testudo: łac. testudo, testudinis „żółw”[15].
- Chersine: gr. χερσινος khersinos „odnoszący się do żółwi lądowych”[16]. Gatunek typowy: Testudo graeca Merrem, 1820 (= Testudo hermanni J.F. Gmelin, 1789).
- Chersus: gr. χερσος khersos „stały ląd”[16]. Gatunek typowy: Testudo marginata Schöpf, 1792.
- Peltastes: πελταστης peltastēs „peltasta, noszący lekką tarczę, lekkozbrojny żołnierz”[17]. Gatunek typowy: Peltastes graecus J.E. Gray, 1869 (= Testudo graeca Linnaeus, 1758); młodszy homonim Peltastes Illiger, 1807 (Hymenoptera).
- Testudinella: łac. testudo, testudinis „żółw”[15]; przyrostek zdrabniający ella[18]. Gatunek typowy: Testudo horsfieldii J.E. Gray, 1844; młodszy homonim Testudinella Bory de Saint-Vincent, 1827 (Rotatoria).
- Peltonia: gr. πελτη peltē „mała tarcza bez obramowania”[19]. Nazwa zastępcza dla Peltastes J.E. Gray, 1869.
- Pseudotestudo: gr. ψευδος pseudos „fałszywy”[20]; rodzaj Testudo Linnaeus, 1758. Gatunek typowy: Testudo kleinmanni Lortet, 1883.
- Agrionemys: gr. αγριον agrion „samotny”; εμυς emus, εμυδος emudos „żółw wodny”[10]. Gatunek typowy: Testudo horsfieldii J.E. Gray, 1844.
- Furculachelys: łac. furcula „rozwidlony, widlasty”; chelys „żółw”, od gr. χελυς khelus „żółw”[21]. Gatunek typowy: Furculachelys nabeulensis Highfield, 1990 (= Testudo graeca Linnaeus, 1758).
- Eurotestudo: Europa; rodzaj Testudo Linnaeus, 1758[12]. Gatunek typowy: Testudo hermanni J.F. Gmelin, 1789.

### Podział systematyczny
Do rodzaju należą następujące gatunki: 
- Testudo graeca Linnaeus, 1758 – żółw śródziemnomorski[22]
- Testudo hermanni J.F. Gmelin, 1789 – żółw grecki[22]
- Testudo horsfieldii J.E. Gray, 1844 – żółw stepowy[23]
- Testudo kleinmanni Lortet, 1883 – żółw egipski[24]
- Testudo marginata Schöpf, 1792 – żółw obrzeżony[24]